# Приймак, Юрий Васильевич
Юрий Васильевич Приймак (3 января 1937, Тересва, Чехословакия — 1993, Тячев, Украина) — советский футболист, защитник. Мастер спорта СССР (1958).

## Биография
Родился в многодетной семье в Тересве, Чехословакия. Бо́льшую часть карьеры провёл в командах класса «Б» (1955—1956, 1958, 1960—1964). Начинал играть в клубах «Спартак» Ужгород (1955) и «Спартак» Станислав (1956). Армейскую службу проходил в армейских командах Одессы (1957—1958, 1960) и Москвы (1959 — три матча в классе «А»). Полуфиналист Кубка СССР 1959/60. В 1961—1964 годах играл за «Трудовые резервы»/«Зарю» Луганск. Карьеру завершил в 1965 году в ужгородской команде.
Чемпион Украинской ССР (1957, 1962). Обладатель Кубка Украинской ССР (1957).
Тренировал «Авангард» Тересва.
В посёлке проводится ветеранский турнир памяти Приймака.